# Coupe de Chypre de football 2022-2023
Navigation
2021-2022 2023-2024
La Coupe de Chypre de football 2022-2023 est la quatre-vingt-unième édition de la Coupe de Chypre. Le vainqueur se qualifie pour le 2e tour de qualification de Ligue Europa Conférence 2023-2024.

## Résultats

### Premier tour
Le tirage au sort a eu lieu le 21 septembre 2022.
| Équipe 1              | Résultat | Équipe 2              |
| --------------------- | -------- | --------------------- |
| Othellos Athienou FC  | 1 - 3    | Doxa Katokopias       |
| AEZ Zakakiou          | 0 - 3    | Paphos FC             |
| AEL Limassol          | 1 - 0    | Ermís Aradíppou       |
| Achyronas-Onisilos    | 0 - 3    | APOEL Nicosie         |
| Nea Salamis Famagusta | 3 - 1 ap | Peyia 2014            |
| Énosis Néon Paralímni | 4 - 1    | Olympias Lympion      |
| Akrítas Chlórakas     | 1 - 0    | PAC Omonia 29M        |
| Karmiótissa FC        | 3 - 2    | Ypsonas FC            |
| PAEEK                 | 1 - 4    | Anórthosis Famagouste |

### Deuxième tour
Le tirage au sort a eu lieu le 26 octobre 2022.
| Équipe 1              | Résultat        | Équipe 2              |
| --------------------- | --------------- | --------------------- |
| POX 2006              | 0 - 2           | Olympiakos Nicosie    |
| Omónia Nicosie        | 2 - 1           | Karmiótissa FC        |
| AEL Limassol          | 0 - 0 5 - 4 tab | Apollon Limassol FC   |
| Nea Salamis Famagusta | 4 - 0           | AEK Larnaca           |
| Doxa Katokopias       | 5 - 1           | Ethnikos Achna        |
| Paphos FC             | 3 - 1           | Akrítas Chlórakas     |
| APOEL Nicosie         | 4 - 2           | Aris Limassol         |
| Anórthosis Famagouste | 0 - 0 4 - 3 tab | Énosis Néon Paralímni |

### Quarts de finale
Les matchs aller ont lieu le 14 février 2023 et les matchs retour le 2 mars 2023.
| Équipe             | Aller | Total | Retour | Équipe                |
| ------------------ | ----- | ----- | ------ | --------------------- |
| AEL Limassol       | 1 - 0 | 2 - 1 | 1 - 1  | Nea Salamis Famagusta |
| Doxa Katokopias    | 1 - 4 | 2 - 5 | 1 - 1  | Paphos FC             |
| Omónia Nicosie     | 1 - 2 | 3 - 2 | 2 - 0  | APOEL Nicosie         |
| Olympiakos Nicosie | 2 - 1 | 3 - 2 | 1 - 1  | Anórthosis Famagouste |

### Demi-finale
Les matchs aller ont lieu les 5 et 6 avril 2023,  et les matchs retour le 26 avril 2023.
| Équipe             | Aller | Total | Retour | Équipe         |
| ------------------ | ----- | ----- | ------ | -------------- |
| Olympiakos Nicosie | 0 - 0 | 0 - 1 | 0 - 1  | AEL Limassol   |
| Paphos FC          | 1 - 1 | 2 - 4 | 1 - 3  | Omónia Nicosie |

### Finale
| 24 mai 2023 | AEL Limassol | 0 - 1   | Omónia Nicosie | Stade GSP, Nicosie                                |                                                   |
| 19h00       |              | (0 - 0) | 85e Ansarifard | Spectateurs : 19 076 Arbitrage : Szymon Marciniak | Spectateurs : 19 076 Arbitrage : Szymon Marciniak |
| 19h00       | Rapport      |         |                | Spectateurs : 19 076 Arbitrage : Szymon Marciniak | Spectateurs : 19 076 Arbitrage : Szymon Marciniak |